# ドクタースランプ
『ドクタースランプ』（Dr.SLUMP）は、鳥山明の漫画『Dr.スランプ』を原作とする東映アニメーション制作のテレビアニメ作品および、集英社の月刊誌『Vジャンプ』にて、1997年12月号から2000年7月号まで連載されていた漫画作品。
テレビアニメは1997年11月26日から1999年9月22日までフジテレビ系列で、水曜19:00 - 19:30に放送された。

## 概要
1997年10月に発売された『Vジャンプ』1997年12月号から、原作・監修：鳥山明、脚本：成田良美、作画：山室直儀による漫画版の連載が始まり、同号でアニメの放送が発表された。
本作では、作者の鳥山明が監修とキャラクター原案を担当した。
そのほか、スタッフ・キャストなども一新され、原作漫画やアニメ第1作から現代を意識して時代設定を変更し、鳥山明がキャラクターデザインを再設定し、色設定にも多くの変更がなされた。
また、アラレ役の川田妙子、千兵衛役の屋良有作は鳥山の指名で決定された。
東映アニメーションは、「パワーアップして復活といったコンセプトではなく、原作やアニメ1作、劇場版（第1作から第9作）とはできるだけ切り離し、初めて『Dr.スランプ』に出会った時の新鮮な驚き、むしろ新しい原作に出会ったものという考え方で企画した」と語っている。
平均視聴率13.3%、最高視聴率は、第1話「アラレ誕生!」の20.3%（ビデオリサーチ調べ、関東地区）。
彩度が高く輪郭がはっきりした独特のメリハリ感の強い画調が特徴。またキャラクターの衣装などポップなイメージを重視し、ノウハウ取得・蓄積のための実験的な作画手法などもみられた。第1期のオープニングアニメ（第1話 - 第28話）の多数のキャラクターによるダンスシーンがその典型である。従来の技術ではセル画を重ね合わせて撮影する必要があるが、セル画の性質上「重ね撮り」できる枚数には限界があり、デジタル作画ならではの作画手法となった（「SLUMP THE BOX 90's」付属ブックレットの解説より）。
漫画版の単行本化はなされなかったが、本作のDVDBOXに特典として漫画版全30話が収録された冊子が封入されている。
1999年3月6日には「東映アニメフェア」で、劇場版『ドクタースランプ アラレのびっくりバーン』が公開された。同年3月18日にPlayStation用ゲーム『Dr.スランプ』が発売された。また同年には、日本著作権センターから、子供向けの著作権学習教材として、『コミックでわかる著作権 ドクタースランプ ニコチャン大王 チタマ脱出作戦』（シナリオ：菅原圭一 / 作画：田中久志）が出版された。2004年まで使用された。
2008年3月21日に全74話とスペシャルを収録したDVD-BOX「SLUMP THE BOX 90's」を発売した。特典は、特製ブックレット・非売品アニメコミックなど。
第56話 - 第59話には『ドラゴンボール』の孫悟空が登場する（『ドラゴンボール』に存在するペンギン村を舞台にしたエピソードを逆輸入）。
2007年にはアニマックス、2018年にはキッズステーションで放送された。

## 舞台
原作同様ペンギン村を舞台にストーリーは展開されるが、本作の本放送時の年代を考慮して作中の時代設定を原作連載時期の1980年代から1990年代に変更している。これに伴い、皿田きのこの台詞「ナウイ」「イモ」は、本作では、「イケてる」「ダサイ」に変更され、作中には携帯電話なども登場する。また『Dr.スランプ』と異なり、キャラクターの年齢経過は特にない。
原作、アニメ1作ではモブとして描かれていたゴジラやガメラといった怪獣やウルトラマンや仮面ライダーなどの他作品のキャラクターは登場していない。二足歩行で喋る動物については若干の登場はあるものの、ほとんどの場面は別の人間のキャラクターに置き換えられている。アニメオリジナルのエピソードが多いこととターボが生まれた時点で放送が終了したため、本作に登場しないキャラクターもいる。また、原作、アニメ1作に登場した編集担当の鳥嶋和彦、アシスタントなども登場せず、作者の鳥山をモデルとしたキャラクターも出番は少ない。

## 主な声の出演
※メインキャラクターについては、東映公式サイトおよびフジテレビ公式サイトに掲載されているものを記載。
- 則巻アラレ：川田妙子
- 則巻千兵衛：屋良有作
- 則巻ガジラ：石橋千恵
- 山吹みどり→則巻みどり：皆口裕子
- 空豆タロウ、太陽：太田真一郎
- 空豆ピースケ：浦和めぐみ
- 木緑あかね：小西寛子
- スッパマン：古谷徹
- ニコちゃん大王：島田敏
- 家来：堀川亮
- 摘鶴燐：桑島法子
- アキコさん、摘多香麺之秘宝：富沢美智恵
- 摘鶴天：矢田耕司
- オボッチャマン：くまいもとこ
- 皿田きのこ：上村典子
- ガラ：風間信彦
- パゴス：中尾みち雄
- 栗頭大五郎：飛田展男
- ドンベ：山口勝平
- Dr.マシリト、摘突詰：置鮎龍太郎

## スタッフ
- 原作・監修[1]・キャラクター原案[2] - 鳥山明『Dr.スランプ』（集英社「ジャンプ・コミックス」刊）
  - 掲載誌 - 週刊少年ジャンプ、Vジャンプ、マーガレット（集英社）
- 企画 - 森下孝三・吉田竜也（東映動画→東映アニメーション）、河合徹（第1話 - 第28話）→川上大輔（第29話 - 第74話）（フジテレビ）[5]
- プロデューサー - 松崎容子・川上大輔（フジテレビ）、吉田竜也（東映動画→東映アニメーション）[5]
- 製作担当 - 鳥本武[5]
- シリーズ構成 - 西園悟[5][注釈 4]
- 音楽 - Funta、鍵山稔（第29話 - 第75話）[5]
- キャラクターデザイン - 中鶴勝祥、山室直儀[5]
- オープニング・エンディング作画[6] - 中鶴勝祥
- 美術デザイン - 辻忠直[5]
- 美術ボード - 吉池隆司[5]
- シリーズディレクター - 山内重保[5]
- 色彩設計 - 浅井聡子
- 美術進行 - 御園博
- 色指定 - 浅井聡子、千田日出子
- 動画 - EEI-TOEI、かぐら（第2話 - 第4話）
- デジタル彩色 - EEI-TOEI、スタジオかぐら（1話）、かぐら（第2話 - 第4話）
- デジタル合成、撮影 - 三晃プロダクション
- 音楽制作・協力 - a.t.m.（現:エイベックス・ピクチャーズ）、フジパシフィックミュージック[5]
- オープニングCG制作協力 - IPGマルチメディア研究センター（丸子町スタジオ）（第62話 - 第75話）
- オンライン編集 - 福光伸一
- 音響効果 - 新井秀徳（フィズサウンドクリエイション）
- 選曲 - 渋江博之（第1話 - 第65話）→神保直史（AUDIO・タナカ）（第65話 - 第75話）
- 録音 - 二宮健治
- 演出助手 - 田中浩司、祖谷悟
- 製作進行 - 山口彰彦、高瀬良一
- コンピューター製作進行 - 吉村次郎[7]
- 広報 - 為永佐知男（フジテレビ）
- 録音スタジオ - タバック
- オンライン編集 - TOVIC
- 製作協力 - 東映（第62話 - 第75話）
- 製作 - フジテレビ、東映（第1話 - 第61話）、東映アニメーション（第62話 - 第75話）[注釈 1]

## 主題歌・挿入歌
オープニング
「顔でかーい」（第1話 - 第28話）
作詞 - U子 / 作曲 - U子、Hide（吉見緋出暉） / 編曲 - Hide（吉見緋出暉） / 歌 - Funta（Sony Records）
「HELLO,I LOVE YOU.」（第29話 - 第61話）
作詞 - サンプラザ中野 / 作曲・編曲 - M・KAWAI / 歌 - YURIMARI（avex trax）
「アラレ!パラレ!」（第62話 - 第75話）
作詞 - 太田光 / 作曲・編曲 - 太田美知彦 / 歌 - ドクタースランプオールスターズ（avex trax）
エンディングテーマ
「鼻毛がちょっととびだしている。」（第1話 - 第33話）
作詞 - U子 / 作曲 - U子、Hide（吉見緋出暉） / 編曲 - Hide（吉見緋出暉） / 歌 - Funta（Sony Records）
「Let me go!」（第34話 - 第45話）
作詞 - 松崎麻矢 / 作曲・編曲 - 木村貴志 / 歌 - Favorite Blue（avex trax）
エンディングでは唯一歌詞テロップが表記されなかった。また37話から映像に合わせた登場人物のセリフのやりとりが挿入された（セリフの内容・セリフのある登場人物は回によって異なる）。エンディング映像の元は原作「ドドドでペンギン村の巻」。
「あなたがいてわたくしがいて」（第46話 - 第75話）
作詞 - 奥山美由希 / 補作詞 - m.c.A・T / 作曲・編曲 - 富樫明生 / 歌 - オボッチャマン（くまいもとこ）（avex trax）
作詞は番組で募集した視聴者によるもの。50話以降、イントロ部分でその回の主要キャラクターによる反省会または後日談的な掛け合いがあった。エンディング映像の元は原作「ガッちゃんえらいっ!!!の巻」。
挿入歌
「オンボロの自転車にのって」（第10話）
作詞：U子/ 作曲：Hide（吉見緋出暉）、U子/ 編曲：Hide（吉見緋出暉） / 歌：Funta
「みどり先生のこもり唄」（第67話、第73話）
歌 - 皆口裕子

## 各話リスト
初期は原作に近い内容だが、20話以降は原作回でもアニメオリジナル要素が多く取り入れられるようになった。第50話以降は、ほぼアニメオリジナルになった。30話以降は前回と繋がっている回が多くなり、必ず話の前にあらすじが入る。また、作中でアラレたちが前回の出来事を話すことも多くなった。
前半の放送は15分1エピソード、30分枠で2エピソードを1話とカウントしているが、1998年4月1日放送分は1時間枠であり「ロボット対決！宿敵ドクターマシリト登場」と「キーンで優勝!? ペンギン・グランプリ」はそれぞれ30分1エピソード。
| 放送日          | 話数 | サブタイトル                                                 | 脚本     | 絵コンテ | 演出       | 作画監督          | 美術                | 原作                                                                              |
| --------------- | ---- | ------------------------------------------------------------ | -------- | -------- | ---------- | ----------------- | ------------------- | --------------------------------------------------------------------------------- |
| 1997年 11月26日 | 1    | アラレ誕生！                                                 | 西園悟   | 山内重保 | 山内重保   | 山室直儀          | 吉池隆司            | アニメオリジナル                                                                  |
| 1997年 11月26日 | 1    | 学校へ行こう                                                 | 西園悟   | 山内重保 | 山内重保   | 山室直儀          | 藤田勉              | 第2話・第5話 （第1巻）                                                            |
| 12月3日         | 2    | タイムスリッパー！                                           | 西園悟   | 上田芳裕 | 上田芳裕   | 井手武生          | 吉池隆司            | 第10話 （第1巻）                                                                  |
| 12月3日         | 2    | ふしぎな赤ちゃん                                             | 西園悟   | 上田芳裕 | 上田芳裕   | 大西陽一          | 吉田智子            | 第11話 - 12話 （第1巻）                                                           |
| 12月10日        | 3    | アラレにないもの…                                            | 前川淳   | 志水淳児 | 志水淳児   | 横山健次          | 吉池隆司            | 第3話 （第1巻）                                                                   |
| 12月10日        | 3    | デカチビ光線銃！                                             | 前川淳   | 志水淳児 | 志水淳児   | 横山健次          | 藤田勉              | 第8話 （第1巻）                                                                   |
| 12月17日        | 4    | 本物マシーン                                                 | 成田良美 | 門田英彦 | 門田英彦   | 袴田裕二          | 吉池隆司            | 第34話 （第3巻）                                                                  |
| 12月17日        | 4    | オリのクマさん                                               | 成田良美 | 門田英彦 | 門田英彦   | 袴田裕二          | 吉田智子            | 第6話 （第1巻）                                                                   |
| 1998年 1月14日  | 5    | 給食バンザイ                                                 | 前川淳   | 藤瀬順一 | 藤瀬順一   | 内山正幸          | 吉池隆司            | 第14話 - 15話 （第2巻）                                                           |
| 1998年 1月14日  | 5    | アラレ空を飛ぶ!!                                             | 前川淳   | 山内重保 | 山内重保   | 内山正幸          | 藤田勉              | 第13話 （第3巻）                                                                  |
| 1月21日         | 6    | 恐怖のニコちゃん大王                                         | 西園悟   | 伊藤尚往 | 伊藤尚往   | 久田和也          | 吉池隆司            | 第29話 （第3巻）                                                                  |
| 1月21日         | 6    | 地球SOS!                                                     | 西園悟   | 伊藤尚往 | 伊藤尚往   | 久田和也          | 吉田智子            | 第30話 （第3巻）                                                                  |
| 1月28日         | 7    | 落とし物を届けよう                                           | 成田良美 | 藤瀬順一 | 藤瀬順一   | 大西陽一          | 吉池隆司            | 第36話 （第3巻）                                                                  |
| 1月28日         | 7    | 透明博士                                                     | 成田良美 | 山内重保 | 山内重保   | 大西陽一          | 吉池隆司            | 第28話 （第3巻）                                                                  |
| 2月4日          | 8    | あかねのイタズラ                                             | 前川淳   | 志水淳児 | 志水淳児   | 小泉昇            | 吉池隆司            | 第38話 （第3巻）                                                                  |
| 2月4日          | 8    | お使いアラレちゃん                                           | 前川淳   | 志水淳児 | 志水淳児   | 高山朋浩          | 阿部泰三郎          | 第38話 （第3巻）                                                                  |
| 2月11日         | 9    | 英雄スッパマン                                               | 西園悟   | 上田芳裕 | 上田芳裕   | 井手武生          | 吉田智子            | 第37話 （第3巻）                                                                  |
| 2月11日         | 9    | おとぎマシーン                                               | 西園悟   | 上田芳裕 | 上田芳裕   | 大西陽一          | 吉田智子            | 第34話 （第3巻）                                                                  |
| 2月18日         | 10   | てけてけチルドレン                                           | 成田良美 | 門田英彦 | 門田英彦   | 横山健次          | 吉池隆司            | 第27話 （第3巻）                                                                  |
| 2月18日         | 10   | バイバイめちゃんこパワー!!                                   | 成田良美 | 門田英彦 | 門田英彦   | 横山健次          | 吉池隆司            | 第39話 （第4巻）                                                                  |
| 2月25日         | 11   | ハロー！不思議島（ワンダーアイランド）                       | 前川淳   | 伊藤尚往 | 伊藤尚往   | 袴田裕二          | 吉池隆司            | 第32話 （第3巻）                                                                  |
| 2月25日         | 11   | 大魔王ウンモー                                               | 前川淳   | 伊藤尚往 | 伊藤尚往   | 袴田裕二          | 吉田智子            | 第33話 （第3巻）                                                                  |
| 3月4日          | 12   | マジメになったアラレ                                         | 前川淳   | 山内重保 | 山内重保   | 久田和也          | 阿部泰三郎          | 第31話 （第3巻）                                                                  |
| 3月4日          | 12   | 変身！ポンポコガン                                           | 前川淳   | 山内重保 | 山内重保   | 久田和也          | 吉池隆司            | 第20話 （第2巻）                                                                  |
| 3月11日         | 13   | 哀愁のほよよデート                                           | 成田良美 | 上田芳裕 | 上田芳裕   | 小泉昇            | 吉田智子            | 第48話 （第4巻）                                                                  |
| 3月11日         | 13   | わいわいワイルドランド                                       | 成田良美 | 上田芳裕 | 上田芳裕   | 小泉昇            | 吉田智子            | 第44話 （第4巻）                                                                  |
| 3月18日         | 14   | ペンギン村SOS                                                | 成田良美 | 志水淳児 | 志水淳児   | 内山正幸          | 阿部泰三郎          | 第41話 （第4巻）                                                                  |
| 3月18日         | 14   | 怪傑キンタマン                                               | 成田良美 | 志水淳児 | 志水淳児   | 内山正幸          | 阿部泰三郎          | 第42話 （第4巻）                                                                  |
| 4月1日          | SP   | ロボット対決！宿敵ドクターマシリト登場 （30分で1エピソード） | 成田良美 | 山内重保 | 山内重保   | 山室直儀          | 辻忠直 吉池隆司     | 第67話 - 68話 （第6巻）                                                           |
| 4月1日          | SP   | キーンで優勝!? ペンギン・グランプリ （30分で1エピソード）    | 前川淳   | 門田英彦 | 門田英彦   | 大西陽一          | 辻忠直 吉池隆司     | 第94話 - 97話 （第8巻）                                                           |
| 4月15日         | 15   | アラレとドンベ                                               | 前川淳   | 門田英彦 | 門田英彦   | 大西陽一          | 吉田智子            | 第26話 （第3巻）                                                                  |
| 4月15日         | 15   | アラレ目大作戦                                               | 前川淳   | 門田英彦 | 門田英彦   | 大西陽一          | 吉田智子            | 第55話 - 56話 （第5巻）                                                           |
| 4月22日         | 16   | ドキドキ健康診断                                             | 玉井豪   | 伊藤尚往 | 伊藤尚往   | 大坪幸麿          | 阿部泰三郎          | 第53話 （第5巻）                                                                  |
| 4月22日         | 16   | 便利マシーン！オーチャくん                                   | 玉井豪   | 伊藤尚往 | 伊藤尚往   | 大坪幸麿          | 阿部泰三郎          | 第61話 （第5巻）                                                                  |
| 4月29日         | 17   | アラレの授業参観                                             | 成田良美 | 藤瀬順一 | 藤瀬順一   | 横山健次          | 吉田智子            | 第40話 （第4巻）                                                                  |
| 4月29日         | 17   | はつこいピースケ                                             | 成田良美 | 藤瀬順一 | 藤瀬順一   | 横山健次          | 吉田智子            | 第63話 （第5巻）                                                                  |
| 5月6日          | 18   | 宇宙へ行こう                                                 | 前川淳   | 上田芳裕 | 上田芳裕   | 久田和也          | 阿部泰三郎          | 第46話 （第4巻）                                                                  |
| 5月6日          | 18   | 宇宙怪獣をやっつけろ!!                                       | 前川淳   | 上田芳裕 | 上田芳裕   | 久田和也          | 阿部泰三郎          | 第47話 （第4巻）                                                                  |
| 5月13日         | 19   | さよならガッちゃん！宇宙からのたずね人                       | 玉井豪   | 志水淳児 | 志水淳児   | 小泉昇            | 吉田智子            | 第58話 - 59話 （第5巻）                                                           |
| 5月20日         | 20   | 地獄のチビッコ悪魔！チビルくん                               | 成田良美 | 山内重保 | 山内重保   | 袴田裕二          | 阿部泰三郎          | Aパート：第69話・72話（第6巻） Bパート：アニメオリジナル                          |
| 5月27日         | 21   | 転校生が来たッ!!                                             | 前川淳   | 伊藤尚往 | 伊藤尚往   | 大西陽一          | 吉田智子            | 第60話 （第5巻）                                                                  |
| 5月27日         | 21   | アラレがふたり!? コピーくん                                  | 前川淳   | 伊藤尚往 | 伊藤尚往   | 大西陽一          | 吉田智子            | 第79話 （第7巻）                                                                  |
| 6月10日         | 22   | 先生倒れる!! アラレのミクロ探検隊                            | 成田良美 | 門田英彦 | 門田英彦   | 横山健次          | 阿部泰三郎          | 第88話 - 89話 （第7巻）                                                           |
| 6月17日         | 23   | わたしグレてやる！アラレ暴走族になる                         | 玉井豪   | 横山健次 | 藤瀬順一   | 山室直儀          | 吉田智子            | Aパート：第81話（第7巻） Bパート：第64話（第6巻）                                 |
| 6月24日         | 24   | 吸血鬼ドランパイア！愛の献血大騒動                           | 成田良美 | 上田芳裕 | 上田芳裕   | 久田和也          | 千田国広            | Aパート：第54話（第5巻） Bパート：アニメオリジナル                                |
| 7月8日          | 25   | 出た！アラレを誘かいしたアホなヤツ                           | 前川淳   | 山内重保 | 山内重保   | 小泉昇            | 阿部泰三郎 塚田祥子 | Aパート：第93話（第8巻） Bパート：第4話（第1巻）                                  |
| 7月22日         | 26   | ホントに本当!? 千兵衛さん結婚する                            | 成田良美 | 志水淳児 | 志水淳児   | 大西陽一          | 吉田智子 塚田祥子   | 第85話（Aパート）、第100話・第104話（Bパート） （第7巻、第8巻・第9巻）            |
| 7月29日         | 27   | 結婚だ！チンコン旅行ってつおい!?                             | 玉井豪   | 伊藤尚往 | 伊藤尚往   | 袴田裕二          | 阿部泰三郎 佐藤美幸 | 第105話 - 109話 （第9巻）                                                         |
| 8月5日          | 28   | アラレよりつおいぞ！ジャングル少年のパワー                   | 前川淳   | 門田英彦 | 門田英彦   | 横山健次          | 吉田智子            | 第110話 （第9巻）                                                                 |
| 8月12日         | 29   | ガッちゃんも大変身!? コンコンヘルメット                      | 成田良美 | 山内重保 | 山内重保   | 山室直儀 井手武生 | 吉田智子 阿部泰三郎 | Aパート：第111話（第9巻）、アニメオリジナル Bパート：第149話 （第12巻）           |
| 8月19日         | 30   | アラレ危機一髪！ドクターマシリトの逆襲!!                     | 前川淳   | 上田芳裕 | 上田芳裕   | 久田和也          | 辻忠直 吉池隆司     | 第101話 - 103話 （第8巻）                                                         |
| 8月26日         | 31   | ニイハオ！摘さん一家がやって来た                             | 玉井豪   | 志水淳児 | 志水淳児   | 大西陽一          | 吉田智子            | 第117話 - 118話 （第10巻）                                                        |
| 9月2日          | 32   | 驚き！スーパーセンちゃんin都会島                             | 前川淳   | 伊藤尚往 | 伊藤尚往   | 横山健次          | 阿部泰三郎 千田国広 | 第117話 - 118話 （第6巻）                                                         |
| 9月9日          | 33   | 神様お願い!! みどり先生やめないで                            | 前川淳   | 門田英彦 | 門田英彦   | 井上栄作          | 吉田智子            | アニメオリジナル                                                                  |
| 10月14日        | 34   | 最強ライバル登場でございまーす！                             | 玉井豪   | 山内重保 | 山内重保   | 小泉昇            | 阿部泰三郎 佐藤美幸 | 第153話 - 155話 （第13巻）                                                        |
| 10月21日        | 35   | 究極の愛と正義…アラレ大ピンチ！                              | 玉井豪   | 上田芳裕 | 上田芳裕   | 袴田裕二          | 吉田智子            | 第156話 - 157話 （第13巻）                                                        |
| 10月28日        | 36   | 今日からボクは愛の戦士オボッチャマン！                       | 前川淳   | 志水淳児 | 志水淳児   | 大西陽一          | 阿部泰三郎 千田国広 | アニメオリジナル                                                                  |
| 11月4日         | 37   | アラレと新任教師・愛の頭つき合戦                             | 成田良美 | 門田英彦 | 門田英彦   | 久田和也          | 吉田智子            | 第116話・162話 - 163話 （第9巻・第13巻）                                          |
| 11月11日        | 38   | アラレにフラれたオボッチャマン!!                             | 玉井豪   | 伊藤尚往 | 伊藤尚往   | 横山健次          | 阿部泰三郎 塚田祥子 | 第164話 - 166話 （第13巻・第14巻）                                                |
| 11月18日        | 39   | ホヨヨ！マシリトにやられちった                               | 前川淳   | 山内重保 | 山内重保   | 井手武生          | 吉田智子            | 第167話 - 168話 （第14巻） Bパート中盤からアニメオリジナル                        |
| 11月25日        | 40   | 取り扱い注意!? 高級メロン大爆発!!                            | 成田良美 | 上田芳裕 | 上田芳裕   | 小泉昇            | 阿部泰三郎 千田国広 | 第169話 - 170話 （第14巻） アニメオリジナル                                       |
| 12月2日         | 41   | 空を飛んでオボッチャマンを探せ！                             | 玉井豪   | 志水淳児 | 志水淳児   | 井上栄作          | 吉田智子            | 第171話 （第14巻） アニメオリジナル                                               |
| 12月9日         | 42   | ほよ!? アラレに新しいおともだち                              | 前川淳   | 山内重保 | 山内重保   | 久田和也          | 阿部泰三郎 塚田祥子 | 第142話 （第12巻） アニメオリジナル                                               |
| 12月16日        | 43   | アラレちゃんニコチャン星に行く!!                             | 玉井豪   | 門田英彦 | 門田英彦   | 大西陽一          | 吉田智子            | Aパート：第142話（第12巻） Bパート：第143話（第12巻）                             |
| 12月23日        | 44   | んちゃ砲でニコチャン星を救えっ!!                             | 前川淳   | 上田芳裕 | 上田芳裕   | 袴田裕二          | 阿部泰三郎 千田国広 | 第144話 （第12巻） アニメオリジナル                                               |
| 12月23日        | 45   | ほよ!? ママになったアラレちゃん                              | 前川淳   | 伊藤尚往 | 伊藤尚往   | 横山健次          | 吉田智子            | アニメオリジナル                                                                  |
| 1999年 1月13日  | 46   | ねぇ…アラレの秘密おしえちゃう                                | 成田良美 | 中村哲治 | 中村哲治   | 山室直儀          | 阿部泰三郎 佐藤美幸 | Aパート：第131話 - 132話（第11巻） Bパート：アニメオリジナル、一部は25話（第2巻） |
| 1月20日         | 47   | わくわくアラレと密林のバーサン                               | 吉村元希 | 志水淳児 | 藤瀬順一   | 白百合牧          | 吉田智子            | アニメオリジナル                                                                  |
| 1月27日         | 48   | アラレに注意！車は急にとまれない                             | 前川淳   | 門田英彦 | 門田英彦   | 久田和也          | 阿部泰三郎 塚田祥子 | 第99話 （第8巻） アニメオリジナル                                                 |
| 2月3日          | 49   | もうすぐ春ですね恋をしませんか…アラレ                        | 成田良美 | 上田芳裕 | 上田芳裕   | 大西陽一          | 吉田智子            | アニメオリジナル                                                                  |
| 2月10日         | 50   | アラレちゃん絶対ヒーローになる！                             | 成田良美 | 伊藤尚往 | 伊藤尚往   | 横山健次          | 阿部泰三郎 千田国広 | アニメオリジナル                                                                  |
| 2月17日         | 51   | アラレちゃん一行…温泉旅行に行く                              | 前川淳   | 中村哲治 | 中村哲治   | 袴田裕二          | 吉田智子            | アニメオリジナル、9巻11話                                                         |
| 2月24日         | 52   | 今日からアラレはすてきなレディ                               | 玉井豪   | 門田英彦 | 門田英彦   | 白百合牧          | 阿部泰三郎 佐藤美幸 | アニメオリジナル                                                                  |
| 3月3日          | 53   | アラレちゃんとゆかいな海賊一家                               | 吉村元希 | 上田芳裕 | 上田芳裕   | 久田和也          | 吉田智子            | アニメオリジナル                                                                  |
| 3月10日         | 54   | お誕生日はアラレといっしょに竜宮城                           | 前川淳   | 上田芳裕 | 上田芳裕   | 井手武生          | 阿部泰三郎 下川忠海 | アニメオリジナル                                                                  |
| 3月17日         | 55   | ハチャメチャアラレの看護婦さん                               | 前川淳   | 伊藤尚往 | 伊藤尚往   | 大西陽一          | 吉田智子            | 『ちょっとだけ帰ってきたDr.スランプ』20話                                         |
| 4月14日         | 56   | 超（秘）大ザルの正体を見た                                   | 成田良美 | 門田英彦 | 門田英彦   | 袴田裕二          | 吉田智子            | 『ドラゴンボール』其之八十一 - 其之八十三、アニメオリジナル                       |
| 4月14日         | 57   | 悟空君アラレの学校で大ピンチ！                               | 前川淳   | 上田芳裕 | 上田芳裕   | 久田和也          | 阿部泰三郎 下川忠海 | 『ドラゴンボール』其之八十一 - 其之八十三、アニメオリジナル                       |
| 4月21日         | 58   | 始まるヨ！アラレと悟空スーパーバトル                         | 玉井豪   | 中村哲治 | 中村哲治   | 井手武生          | 吉田智子            | 『ドラゴンボール』其之八十一 - 其之八十三、アニメオリジナル                       |
| 4月28日         | 59   | 悟空バイチャ！この世で一番強いヤツ                           | 前川淳   | 上田芳裕 | 上田芳裕   | 山室直儀          | 阿部泰三郎 下川忠海 | 『ドラゴンボール』其之八十一 - 其之八十三、アニメオリジナル                       |
| 5月12日         | 60   | アラレ目撃!! タロウ命がけの恋!?                              | 成田良美 | 中村哲治 | 中村哲治   | 横山健次          | 阿部泰三郎 佐藤美幸 | アニメオリジナル                                                                  |
| 5月26日         | 61   | アラレ感激！ペンギン村爆走族!!                               | 成田良美 | 横山健次 | 藤瀬順一   | 井上栄作          | 吉田智子            | 第57話（第5巻） 第130話（第11巻）                                                 |
| 6月2日          | 62   | 今夜決定!? ペンギン村の新村長!!                              | 玉井豪   | 門田英彦 | 門田英彦   | 袴田裕二          | 阿部泰三郎 下川忠海 | アニメオリジナル                                                                  |
| 6月9日          | 63   | アラレのヒーロー！空飛ぶスッパマン                           | 前川淳   | 上田芳裕 | 上田芳裕   | 久田和也          | 吉田智子            | 14巻7話                                                                           |
| 6月16日         | 64   | 千兵衛だらけでアラレパニック!?                               | 前川淳   | 山内重保 | 山内重保   | 大西陽一          | 阿部泰三郎 下川忠海 | アニメオリジナル                                                                  |
| 6月23日         | 65   | ウンチよりでかいダイヤモンド!!                               | 成田良美 | 門田英彦 | 門田英彦   | 小泉昇            | 吉田智子            | アニメオリジナル                                                                  |
| 7月7日          | 66   | 逃亡者アラレ！ガッちゃんを救え                               | 成田良美 | 中村哲治 | 中村哲治   | 横山健次          | 下川忠海            | アニメオリジナル                                                                  |
| 7月14日         | 67   | アラレん家にゴリラがいそうろう？                             | 玉井豪   | 上田芳裕 | 上田芳裕   | 久田和也          | 吉田智子            | アニメオリジナル                                                                  |
| 8月11日         | 68   | 夏だ！海だ！アラレだ！なんだ？                               | 前川淳   | 境宗久   | 境宗久     | 井上栄作          | 伊藤岩光            | アニメオリジナル                                                                  |
| 8月18日         | 69   | ペンギン村レスキュー隊24時!!                                 | 山田健一 | 山内重保 | 山内重保   | 袴田裕二          | 吉田智子            | アニメオリジナル                                                                  |
| 8月25日         | 70   | みどり爆発！千兵衛のウンコたれ                               | 前川淳   | 藤瀬順一 | 藤瀬順一   | 井手武生          | 千田国広            | Aパート・Bパート序盤：第194話・第195話（第16巻） Bパート中盤：アニメオリジナル    |
| 9月1日          | 71   | みどり爆発！千兵衛のウンコたれ2                              | 成田良美 | 門田英彦 | 門田英彦   | 大西陽一          | 吉田智子            | アニメオリジナル                                                                  |
| 9月8日          | 72   | アラレと恐怖の大王…カラオケ合戦                              | 山田健一 | 上田芳裕 | 上田芳裕   | 横山健次          | 千田国広            | アニメオリジナル                                                                  |
| 9月15日         | 73   | ほよよ！アラレの秘密大公開だよ!!                             | -        | -        | 上山田哲尚 | -                 | -                   | アニメオリジナル                                                                  |
| 9月22日         | 74   | 食欲の秋！ガッちゃんふえちった                               | 成田良美 | 境宗久   | 境宗久     | 久田和也          | 吉田智子            | 第138話（第11巻）                                                                 |
| 9月22日         | 75   | みんな集合！せーのでバイチャ!!                               | 前川淳   | 山内重保 | 山内重保   | 袴田裕二          | 千田国広 内川文広   | アニメオリジナル                                                                  |

TVスペシャル
- ドクタースランプスペシャル ロボット対決！宿敵ドクターマシリト登場!! キーンで優勝!? ペンギン・グランプリ（1998年4月1日水曜日放送）

本放送でスペシャルとして2話連続放送された回
- 第44話‐第45話「Xマスだよ！ドクタースランプ キャイ〜ン声優初挑戦!! んちゃ砲でニコチャン星を救えっ」
- 第56話‐第57話「ドクタースランプ 悟空登場!! アラレ感激、最後のドラゴンボールはペンギン村にあったぞ!! 超マルヒ大ザルの正体を見た」
- 第74話‐第75話「アラレ最終回?! 鬼塚ビックリ!! 豪華アニメ2時間」

## 放送局
BS・CSでの再放送はリピート放送しているため、現時点（終了している場合は、最終放送時点）の放送時間のみ記載とする。
| 放送地域       | 放送局             | 放送期間                                    | 放送日時                       | 放送系列                                     | 遅れ日数                      |
| -------------- | ------------------ | ------------------------------------------- | ------------------------------ | -------------------------------------------- | ----------------------------- |
| 関東広域圏     | フジテレビ         | 1997年11月26日 - 1999年9月22日              | 水曜 19:00 - 19:30             | フジテレビ系列                               | 制作局                        |
| 北海道         | 北海道文化放送     | 1997年11月26日 - 1999年9月22日              | 水曜 19:00 - 19:30             | フジテレビ系列                               | 同時ネット                    |
| 岩手県         | 岩手めんこいテレビ | 1997年11月26日 - 1999年9月22日              | 水曜 19:00 - 19:30             | フジテレビ系列                               | 同時ネット                    |
| 宮城県         | 仙台放送           | 1997年11月26日 - 1999年9月22日              | 水曜 19:00 - 19:30             | フジテレビ系列                               | 同時ネット                    |
| 秋田県         | 秋田テレビ         | 1997年11月26日 - 1999年9月22日              | 水曜 19:00 - 19:30             | フジテレビ系列                               | 同時ネット                    |
| 山形県         | さくらんぼテレビ   | 1997年11月26日 - 1999年9月22日              | 水曜 19:00 - 19:30             | フジテレビ系列                               | 同時ネット                    |
| 福島県         | 福島テレビ         | 1997年11月26日 - 1999年9月22日              | 水曜 19:00 - 19:30             | フジテレビ系列                               | 同時ネット                    |
| 新潟県         | 新潟総合テレビ     | 1997年11月26日 - 1999年9月22日              | 水曜 19:00 - 19:30             | フジテレビ系列                               | 同時ネット                    |
| 長野県         | 長野放送           | 1997年11月26日 - 1999年9月22日              | 水曜 19:00 - 19:30             | フジテレビ系列                               | 同時ネット                    |
| 静岡県         | テレビ静岡         | 1997年11月26日 - 1999年9月22日              | 水曜 19:00 - 19:30             | フジテレビ系列                               | 同時ネット                    |
| 富山県         | 富山テレビ         | 1997年11月26日 - 1999年9月22日              | 水曜 19:00 - 19:30             | フジテレビ系列                               | 同時ネット                    |
| 石川県         | 石川テレビ         | 1997年11月26日 - 1999年9月22日              | 水曜 19:00 - 19:30             | フジテレビ系列                               | 同時ネット                    |
| 福井県         | 福井テレビ         | 1997年11月26日 - 1999年9月22日              | 水曜 19:00 - 19:30             | フジテレビ系列                               | 同時ネット                    |
| 中京広域圏     | 東海テレビ         | 1997年11月26日 - 1999年9月22日              | 水曜 19:00 - 19:30             | フジテレビ系列                               | 同時ネット                    |
| 近畿広域圏     | 関西テレビ         | 1997年11月26日 - 1999年9月22日              | 水曜 19:00 - 19:30             | フジテレビ系列                               | 同時ネット                    |
| 島根県・鳥取県 | 山陰中央テレビ     | 1997年11月26日 - 1999年9月22日              | 水曜 19:00 - 19:30             | フジテレビ系列                               | 同時ネット                    |
| 岡山県・香川県 | 岡山放送           | 1997年11月26日 - 1999年9月22日              | 水曜 19:00 - 19:30             | フジテレビ系列                               | 同時ネット                    |
| 広島県         | テレビ新広島       | 1997年11月26日 - 1999年9月22日              | 水曜 19:00 - 19:30             | フジテレビ系列                               | 同時ネット                    |
| 愛媛県         | テレビ愛媛         | 1997年11月26日 - 1999年9月22日              | 水曜 19:00 - 19:30             | フジテレビ系列                               | 同時ネット                    |
| 高知県         | 高知さんさんテレビ | 1997年11月26日 - 1999年9月22日              | 水曜 19:00 - 19:30             | フジテレビ系列                               | 同時ネット                    |
| 福岡県         | テレビ西日本       | 1997年11月26日 - 1999年9月22日              | 水曜 19:00 - 19:30             | フジテレビ系列                               | 同時ネット                    |
| 佐賀県         | サガテレビ         | 1997年11月26日 - 1999年9月22日              | 水曜 19:00 - 19:30             | フジテレビ系列                               | 同時ネット                    |
| 長崎県         | テレビ長崎         | 1997年11月26日 - 1999年9月22日              | 水曜 19:00 - 19:30             | フジテレビ系列                               | 同時ネット                    |
| 熊本県         | テレビ熊本         | 1997年11月26日 - 1999年9月22日              | 水曜 19:00 - 19:30             | フジテレビ系列                               | 同時ネット                    |
| 鹿児島県       | 鹿児島テレビ       | 1997年11月26日 - 1999年9月22日              | 水曜 19:00 - 19:30             | フジテレビ系列                               | 同時ネット                    |
| 沖縄県         | 沖縄テレビ         | 1997年11月26日 - 1999年9月22日              | 水曜 19:00 - 19:30             | フジテレビ系列                               | 同時ネット                    |
| 宮崎県         | テレビ宮崎         | 1997年11月26日 - 1999年9月22日              | 水曜 19:00 - 19:30             | フジテレビ系列 日本テレビ系列 テレビ朝日系列 | 同時ネット                    |
| 大分県         | テレビ大分         | 1997年12月23日 - 1998年12月                 | 火曜 16:30 - 17:00             | フジテレビ系列 日本テレビ系列                | 時差ネット 1998年12月打ち切り |
| 日本全域       | アニマックス       | 2007年 - 2008年 2016年6月7日 - 2017年3月4日 | 平日16:30 - 17:00              | BS放送                                       | 途中から2話連続               |
| 日本全域       | フジテレビTWO      | 2014年1月 - 4月13日                         | 平日                           | CS放送                                       | 2話連続                       |
| 日本全域       | キッズステーション | 2018年1月15日 - 11月20日                    | 平日22:00 - 22:30・2:30 - 3:00 | CS放送                                       | リピートあり                  |

## 映像ソフト・サウンドトラック

### 映像ソフト
|                    | 発売日        | 収録話             | 規格品番 | 特典                                                 | DVD枚組   |
| ------------------ | ------------- | ------------------ | -------- | ---------------------------------------------------- | --------- |
| SLUMP THE BOX 90's | 2008年3月21日 | 全74話、SP、総集編 |          | 特製ブックレット・非売品アニメコミックほか特典多数。 | DVD13枚組 |

### サウンドトラック
『ドクタースランプ オリジナル・サウンドトラック』は、テレビアニメ『ドクタースランプ』のアルバム。1998年4月1日にソニー・ミュージックレコーズから発売された。
テレビアニメ『ドクタースランプ』のアルバム。劇中で使用された主題歌や挿入歌全45曲が収録されている。

## 劇場アニメ

### ドクタースランプ アラレのびっくりバーン
1999年3月6日の「東映アニメフェア」で、『遊☆戯☆王』、『デジモンアドベンチャー』と同時公開された劇場版作品。上映時間は50分。配給は東映。
VHSは、東映ビデオより1999年9月10日に発売。DVDは、「Dr.スランプ劇場版DVD-BOX SLUMP THE BOX MOVIES」に収録されている。オープニングテーマはテレビアニメと同じで、エンディングテーマは「これでいいのでしょうか」。ゲストとして、キャイ〜ンのウド鈴木がナシババ役、天野ひろゆきが石川八右衛門役で特別出演している。
キャスト
- 則巻アラレ：川田妙子
- 則巻千兵衛：屋良有作
- 則巻ガジラ：石橋千恵
- 則巻みどり：皆口裕子
- オボッチャマン：くまいもとこ
- 木緑あかね：小西寛子
- 空豆タロウ：太田真一郎
- 空豆ピースケ：浦和めぐみ
- ニコチャン大王：島田敏
- ニコチャン家来：堀川亮
- ランプの魔人：川津泰彦
- 衛兵：今村直樹
- モデル：藤巻恵理子
- モコモコ：新千恵子
- ナシババ：ウド鈴木（キャイ〜ン）
- 石川八右衛門：天野ひろゆき（キャイ〜ン）

スタッフ
- 製作：高岩淡、玉村輝雄（集英社）、泊懋
- 原作：鳥山明「Vジャンプ、マーガレット連載 ジャンプコミックス刊」
- 企画：森下孝三、古田竜也、川上大輔（フジテレビ）
- 脚本：成田良美
- 音楽：DIG IT A GO
- 撮影監督：福井政利
- 編集：福光伸一
- 録音：二宮健治
- 美術監督：大河内稔
- キャラクターデザイン、作画監督：小泉昇
- 製作担当：高梨洋一
- 監督：山内重保
- 作画監督補佐：山室直儀、袴田裕二、富田与四一、泉恭子、白百合牧
- 美術ボード：宮前光春
- 美術監督補佐：大河内ひとみ
- 美術進行：御園博
- 色彩設計：浅井聡子
- ゼログラフ：戸塚友子
- 仕上進行：萩野光雄
- 効果：新井秀徳（フィズサウンド）
- 編集助手：森本真貴
- 編集ネガ：後藤正浩
- 録音助手：国分政嗣
- 記録：小川真美子
- 製作進行：清水洋一、山縣仁
- 助監督：境宗久、藤瀬順一、所勝美
- 宣伝：大西弘行、星玲子、渋江俊一
- 録音スタジオ：タバック
- 現像：東映化学

主題歌
オープニングテーマ 「HELLO,I LOVE YOU.」
エンディングテーマ 「これでいいのでしょうか」
2曲とも、作詞 - サンプラザ中野 / 作曲・編曲 - M・KAWAI / 歌 - YURIMARI
サウンドトラック
劇場版『ドクタースランプ アラレのびっくりバーン』の劇中で使用された主題歌や挿入歌全31曲が収録されている「ドクタースランプ アラレのびっくりバーン・サウンドトラック｣が1999年3月25日にエイベックス・トラックスから発売された。

## 漫画版

### ドクタースランプ
1997年『Vジャンプ』（集英社）1997年12月号から2000年7月号まで連載され、原作・監修:鳥山明、脚本は成田良美、作画は山室直儀が担当した。ほとんどはアニメにない話で、アニメ終了後も連載していたため、ターボ誕生以降の話もある。

### コミックでわかる著作権
1999年、日本著作権センターから、子供向けの著作権学習教材として、「コミックでわかる著作権 ドクタースランプ ニコチャン大王 チタマ脱出作戦」（シナリオ：菅原圭一 / 作画：田中久志）が出版された。日本全国の小学校6年生全員に配布され、2001年度には約130万部が作成・配布された。
なお、漫画そのものの原作ではなく、本作をベースとしている。
あらすじ
この度オープンしたペンギン村美術館のこけら落としのイベントとなる「ペンギン村芸術祭」を間近に控えたペンギン村。アラレたち村立学園中学部の生徒らは芸術祭に出展する作品を作っている最中にみどりから著作権について学んだ。
その頃千兵衛は、コピー君を使ってアラレのパーツをコピーしようとしていた。そこへ帰宅したアラレと千兵衛が著作権について話している様子を窓越しに見ていたニコチャン大王と家来は、コピー君を使って千兵衛が以前作製した宇宙船をコピーしニコチャン星に帰る作戦を思いつく。
その夜、大王たちは則巻家に侵入しコピー君を唆して宇宙船をコピーさせた上で、拡大縮小マシン共々連れ出してしまう。そして、たまたま通りかかったペンギン村美術館の展示品（芸術祭の作品も含む）を次々にコピー・縮小し持ち出す。宇宙船で帰ろうとするが、その翌朝にこの事件がマスコミによって報道された。アラレとガッちゃんは自分たちの作品を心配し美術館へ向かう。その後、前日の続きをすべく作業部屋に入り込んだ千兵衛もおとぎマシーンの証言でこの事件の真相を知った。著作権侵害を働いた大王らに憤慨した千兵衛は野望を阻止すべく、コピー君で作ったコピー品を探知する「コピーサーチ君」を発明する。
ニコチャン大王たちは山頂で宇宙船にコピー品を積み込んでいたが、コピーサーチ君を基に追跡してきたアラレたちに見つかり計画を阻止される。周囲から非難を浴びる中、「オリジナルがあるならコピーを取っても構わない」と開き直るニコチャン大王を千兵衛が叱責する。人の心が込められた作品を粗末に扱う自らの行為を反省した大王たちは「もう二度と勝手にコピーしない」と誓い、おとなしくペンギン村警察署に連行された。
コピー品がすべて消え、芸術祭が無事開催される中、ニコチャン大王たちは警察署の留置所の中で「地球の思い出」を綴った本の原稿を書きながら、いつになったらニコチャン星に帰れるのかと嘆いていた。

## 関連書籍
原作版ではなく、本作のキャラクターデザインを使用。
- ドクタースランプアラレちゃんの小学生からはじめるこれだけ英語（集英社、2000年3月1日発売、ISBN 978-4-08-314006-8）
- ドクタースランプアラレちゃんの小学生からはじめる 続これだけ英語（集英社、2000年9月発売、ISBN 978-4-08-314008-2）
- ドクタースランプアラレちゃんの小学生からはじめる CD これだけ英語 続これだけ英語（集英社、2000年9月1日発売、ISBN 978-4-08-901142-3）
- ドクタースランプアラレちゃんの自主トレたし算ひき算（集英社、2001年3月1日発売、ISBN 978-4-08-314010-5）
- ドクタースランプアラレちゃんの私案小学校英語教科書 CD付き（集英社、2001年7月1日発売、ISBN 978-4-08-314015-0）

## ゲーム
1999年3月18日にバンダイより発売された本作を題材としたPlayStation用アクションアドベンチャーゲーム。声は則巻アラレ、ガッちゃんのみで、声優はアニメと同じ。
話す時は、話したいキャラクターのそばまでいって、四角ボタンを押すと話せる。移動する時は、ドアの前で四角ボタンを押す。めずらしい動きを見るとアラレは、キャプチャーし自分アクションに取り入れることができる。
| 話数 | タイトル                 | アクションステージラストボス     |
| ---- | ------------------------ | -------------------------------- |
| 1    | んちゃ！アラレ誕生       | 恐竜                             |
| 2    | Dr.マシリト 登場         | Dr.マシリト・キャラメルマン1号   |
| 3    | クレイジーハネムーン     | 巨大ゴリラ                       |
| 4    | 対決！ オボッチャマン    | -                                |
| 5    | 極寒 オーサム地方        | -                                |
| 6    | めちゃんこ宇宙旅行       | コマッタチャン                   |
| 7    | ホヨ? オトギの国のアラレ | キャラメルマン9号（Dr.マシリト） |

スタッフ
- エグゼクティブプロデューサー - 大下聡
- プロデューサー - 浅沼誠、今西智明、鈴木敏弘
- ディレクター - 島田晋作
- プログラム - 宮部寿保、太田博久、野田誠治、水野裕士
- グラフィック - 谷口俊一、鈴木邦夫、新保孝、稲垣裕
- 音楽 - 山本健司
- サウンド - 岩月博之
- フジテレビジョン - 川上大輔
- 東映アニメーション株式会社 - 森下孝三、吉田竜也、中鶴勝祥、山室直儀
- 週刊少年ジャンプ編集部 - 鳥嶋和彦、高橋俊昌、武田冬門
- 月刊Vジャンプ編集部 - 古倉英男、近藤裕、岡本堅史
- 松本恒男、赤松直人、宮本大典
- 名古屋ナツメ有限会社 - 松本光男
- 制作協力 - 株式会社オフィス・トゥー・ワン、株式会社キャラメルママ、株式会社青二プロダクション、株式会社81プロデュース、株式会社タバック
- スペシャルサンクス - 藤原尚、千川耕司、笹野井隆広、水野貴大、久保勝範
- 製作 - 株式会社バンダイ